# Temnorhinus
Temnorhinus är ett släkte av skalbaggar som beskrevs av Louis Alexandre Auguste Chevrolat 1873. Temnorhinus ingår i familjen vivlar.
Släktet innehåller bara arten Temnorhinus hololeucus.